# Lodowisko MOSiR w Dębicy
Lodowisko MOSiR w Dębicy – hala sportowa z lodowiskiem w Dębicy.

## Historia
Pierwotnie w Dębicy od 1973 istniało lodowisko przy ul. Karola Świerczewskiego, na którym działała sekcja hokejowa klubu Klubu Sportowego „Wisłoka” Dębica, funkcjonująca pod nazwą KS Śnieżka – Wisłoka
Treningi hokejowe na krytym lodowisku w Dębicy rozpoczęto w 1998. Na lodowisku swoje mecze rozgrywały drużyny hokeja na lodzie: UKH Śnieżka i UKH Cheeloo. W 2004 do rejestru stowarzyszeń wpisano Uczniowski Klub Hokejowy Dębica. 
Od 2019 do grudnia 2020 trwała modernizacja obiektu, a odbiór techniczny odbył się w styczniu 2021
Po unowocześnieniu od 2021 tafla lodowiska ma wymiary 60m x 26 m. Na trybunach istnieje 850 miejsc siedzących.